# Vincențiu Grifoni
Vincențiu Grifoni (n. 23 august 1954, București) este un episcop român, fost episcop-vicar patriarhal și secretar si al Sfântului Sinod al Bisericii Ortodoxe Române. Din 2009 este episcop al Episcopiei Sloboziei și Călărașilor. 

## Cariera ecleziastică
La data de 1 august 1990, la propunerea mitropolitului Nestor Vornicescu, a fost numit superior al așezămintelor românești de la Ierusalim și Ierihon, precum și reprezentant al Bisericii Ortodoxe Române pe lângă Biserica Ortodoxă a Ierusalimului. În 1999 a luat locul episcopului Nifon Mihăiță ca șef al biroului de relații externe al Patriarhiei Române.
În data de 18 iunie 2009 a fost ales de către Sfântul Sinod al Bisericii Ortodoxe Române în funcția de episcop al Sloboziei. 

## Distincții
A fost decorat în noiembrie 2002 cu Ordinul național Serviciul Credincios în grad de Cavaler „pentru crearea și transmiterea cu talent și dăruire a unor opere literare semnificative pentru civilizația românească și universală”.